# الحزب الشيوعي الكندي
الحزب الشيوعي الكندي (بالانجليزية: Communist Party of Canada، وبالفرنسية: Parti communiste du Canada)، هو حزب سياسي شيوعي في كندا تأسس عام 1921 في ظل ظروف غير قانونية. وعلى الرغم من أن الحزب أصبح الآن حزب سياسي بلا أي تمثيل برلماني، إلا أن مرشحي الحزب قد انتخبوا لعضوية البرلمان الكندي وبرلمان مقاطعة أونتاريو وبرلمان مقاطعة مانيتوبا بالإضافة إلى العديد من الحكومات البلدية في مختلف أنحاء البلاد. ساهم الحزب أيضًا بشكل كبير في تنظيم اتحاد نقابة العمال وتاريخ العمال في كندا وفي أنشطة خاصة بحركة السلام والعديد من الحركات الاجتماعية الأخرى.
يُعد الحزب الشيوعي الكندي ثاني أقدم حزب نشط بعد الحزب الليبرالي الكندي. في عام 1993، أُلغي تسجيل الحزب وضُبطت صلاحياته، ما اضطر الحزب إلى بدء معركة سياسية وقانونية لاقت النجاح ودامت ثلاثة عشر عامًا وذلك من أجل الحفاظ على تسجيل الأحزاب السياسية الصغيرة في كندا. انتهت الحملة، بالقرار النهائي الذي اتخذته المحكمة العليا في كندا، بتغيير التعريف القانوني للحزبية السياسية في كندا. على الرغم من استمرار وجوده كحزب سياسي مُسجَّل، يضع الحزب تركيزه الأكبر على النشاط خارج البرلمان الذي يسمى «حركات العمل والشعب»، الأمر الذي تم توضيحه في برنامج الحزب «مستقبل كندا هو الاشتراكية».

## التاريخ

### المنشأ
بدأ الحزب الشيوعي الكندي كمنظمة غير قانونية في مبنى ريفي بالقرب من مدينة جيلف بمقاطعة أونتاريو في 28 و29 مايو عام 1921. عمل العديد من الأعضاء المؤسسين كمنظمين للعمل وكناشطين مناهضين للحرب، وكان هؤلاء الأعضاء ينتمون إلى جماعات مثل الحزب الاشتراكي الكندي والاتحاد الكبير الواحد وحزب العمل الاشتراكي والعمال الصناعيين في العالم أو غير ذلك من الأحزاب أو الأندية والمنظمات الاشتراكية والماركسية والعُمالية. استمدَّ الأعضاء الأوائل الإلهام من الثورة الروسية وسرعان ما أصبحوا متطرفين بفعل الآثار السلبية للحرب العالمية الأولى والكفاح من أجل تحسين مستويات المعيشة وحقوق العمال بما في ذلك تجربة الإضراب العام في وينيبيج. وقد قبلت الشيوعية الدولية انضمام الحزب بصفته الفرع الكندي لها في ديسمبر عام 1921، ومن ثم اعتمدت هيكلًا تنظيميًا وسياسيًا مشابهًا للأحزاب الشيوعية في جميع أنحاء العالم.
تناوب الحزب بين الشرعية وعدم الشرعية أثناء عشرينيات وثلاثينيات القرن العشرين. وبسبب قانون تدابير الحرب الذي كان ساريًا وقت إنشائه، عمل الحزب «كحزب العمال الكندي» في فبراير عام 1922 على اعتباره قضية العمال وجهًا عامًا له، وفي مارس بدأ الحزب بنشر صحيفة «ذا ووركر». عندما سمح البرلمان بإلغاء قانون تدابير الحرب عام 1924، تم حلّ المنظمة السرية وغُير اسم الحزب إلى الحزب الشيوعي الكندي.
من بين أولى المهمات التي قام بها الحزب هي تأسيس منظمة شبابية، وهي رابطة الشباب الشيوعية في كندا، والتضامن مع الاتحاد السوفييتي. بحلول عام 1923، كان الحزب قد جمع أكثر من 64 ألف دولار لصالح الصليب الأحمر الروسي، وهذا يُعتبر مبلغًا ضخمًا للغاية في ذلك الوقت. أطلق الحزب أيضًا الرابطة التعليمية النقابية (تي يو إي إل)، والتي سُرعان ما أصبحت جزءًا هامًا من حركة العمل مع مجموعات نشطة في 16 من ستين مجلس للعمال وأيضًا في معسكرات التعدين وقطع الأشجار. بحلول عام 1925، بلغ عدد أعضاء الحزب نحو 4500 شخص، ويتألف معظمهم من عمال المناجم والخشب ومن عمال السكك الحديدية والمزارع ومصانع الألبسة. معظم هؤلاء الأشخاص قد جاءوا من مجتمعات مهاجرة مثل الفنلنديين والأوكرانيين.
بصفته منظم لرابطة (تي يو إي إل)، فقد لعب الحزب دورًا هامًا في العديد من حركات الإضارب والحركات التنظيمية التنسيقية، وأيضًا في دعم النقابات الصناعية المسلحة. من عام 1922 حتى عام 1929، ارتبطت الأحزاب الإقليمية أيضًا بحزب العمل الكندي، وهو تعبير آخر عن إستراتيجية «الجبهة المتحدة» التي يتبعها الحزب الشيوعي الكندي. عمل اتحاد حزب العمال كحزب عمل موحد. أراد الحزب الشيوعي الكندي ليقود منظمة الحزب الشيوعي في عدة مناطق من البلاد، بما في ذلك كيبيك، لكنه لم يتقدم بمرشحين خلال الانتخابات. في عام 1925 أصبح ويليام كوليسنيك أول شيوعي منتخب للمنصب العام في أميركا الشمالية، تحت راية الحزب الشيوعي في وينيبيج. بيد أن الحزب ذاته لم يصبح قط منظمة وطنية فعّالة. فقد انسحب الشيوعيون من الحزب في الفترة ما بين 1928-1929 في أعقاب تحول في سياسة الكومترن، الأمر الذي أدَّى نهايةً إلى حلّ المنظمة.

### النقاشات والجدالات وحالات الطرد
في الفترة من عام 1927 حتى عام 1929، خاض الحزب سلسلة من المناقشات السياسية والصراعات الإيديولوجية الداخلية التي طُرِدَ فيها أنصار أفكار ليون تروتسكي، فضلًا عن أنصار ما أسماه الحزب «الاستثنائية في أمريكا الشمالية». وكان من بين المطرودين موريس سبيكتور، محرر صحيفة ذا ووركر ورئيس الحزب، وجاك ماكدونالد (ممن أيَّد طرد سبيكتور) الذي انشق عن الحزب كأمين عام للحزب. نجت سكرتيرة مكتب المرأة والمحرر العام لصحيفة وورمن ووركر (1926-1929) فلورنس كوستانس من الطرد من الحزب بسبب وفاتها في الوقت غير المناسب عام 1929. اشتهرت كوستانس بتأييدها للحركة النسائية والدعوة للسيطرة على النسل على سبيل المثال، كانت شخصية مشهورة بالفعل في الصحافة السائدة لكن معاصريها الراديكاليون شككوا في تعاطفها السياسي وأعطوها فرصًا قليلة للتألق.
انضم ماكدونالد، الذي كان متعاطفًا أيضًا مع الأفكار التروتسكية، إلى سبيكتور في تأسيس رابطة العمل الاشتراكي (تروتسكي) في كندا، والتي شكلت جزءًا من المعارضة التي أطلق عليها تروتسكي المعارضة اليسارية الرابعة. طرد الحزب أنصار نيكولاي بوخارين والمعارضة اليمينية لجاي لوفيستون، مثل ويليام موريارتي. اختلف الشيوعيون حول الإستراتيجية والتكتيكات والهوية الاشتراكية للاتحاد السوفياتي وفيما يتعلق بوضع كندا كقوة استعمارية. بينما أعرب بعض الشيوعيين من أمثال جي. بي. سالسبيرغ عن تعاطفهم مع هذه المواقف، وبعد مناقشات عديدة هيمنت على مؤتمرات الحزب منذ عامين في أوائل الثلاثينات، قررت الغالبية العظمى من الأعضاء مواصلة العمل مع الحزب.
فاز تيم باك في الانتخابات في منصب أمين عام للحزب عام 1929. واستمر بشغل هذا المنصب حتى عام 1962.

### الكساد الكبير
كان انهيار أسواق الأسهم في أواخر عام 1929 بمثابة إيذان ببدء أزمة اقتصادية طويلة الأمد في كندا والعالم أجمع. سرعان ما تسببت الأزمة بانتشار البطالة والفقر والعوز والمعاناة في الأسر العاملة، وفي صفوف المزارعين على حد سواء. وصلت حكومة المحافظين، برئاسة ريتشارد بينيت، إلى السلطة في كندا بعد انتخابات عام 1939. هاجمت حكومة بينيت الحركة العمالية، وأنشأت «معسكرات إغاثة» للشبان العاطلين عن العمل.
كان الحزب الشيوعي الكندي الحزب الوحيد الذي وجه انتقادات ممنهجة للكساد الكبير كونه أزمة رأسمالية مزعومة. كان الحزب الشيوعي الكندي أول حزب سياسي كندي يدعو إلى إدخال البطالة إلى نظام التأمين في البلاد، وإلى وضع مخطط تأمين صحي وطني، وإلى جعل التعليم متاحًا للجميع، وإلى تقديم المساعدة الاجتماعية للشباب وتأمين فرص العمل لهم، ووضع تشريعات جديدة للعمل، بما في ذلك قواعد الصحة والسلامة، وتنظيم أيام العمل والأعياد، وتحديد الحد الأدنى للأجور بالنسبة للنساء والشباب، والتأمين على المحاصيل الزراعية الحكومية ومراقبة أسعار المزارعين.
في عام 1931، ألقي القبض على ثمانية من أعضاء الحزب الشيوعي الكندي وسجنوا بموجب المادة 98 من القانون الجنائي الكندي، الذي يحظر الدعوة لاستخدام العنف أو القوة لإحداث تغيير سياسي. بقي الحزب، الذي كان منظمة سرية بكل المعاني العملية، قائمًا، وكان عرضة للتهديد المستمر بالمضايقات القانونية. في عام 1934، ظهرت حملة واسعة النطاق لإنهاء هذه الحالة من القمع السياسي للحزب، ما اضطر الحكومة لإطلاق سراح السجناء. بعد إطلاق سراح تيم باك، نُظمت مسيرة حاشدة حضرها أكثر من 17000 مؤيد ومتعاطف مع أعضاء الحزب، في حدائق مابل ليف.
نظم الحزب، على الرغم من حظره، العديد من المنظمات الشعبية الكبيرة، كرابطة العمال، والرابطة الكندية للدفاع عن العمال، التي كان لها دور كبير في الإعداد لعدد من الإضرابات التاريخية، كإضراب عمال المناجم في مدينة إستيفن. من عام 1933، وحتى عام 1936، كانت رابطة العمال الكندية وراء 90% من الإضرابات في كندا. في تلك الفترة، كان الديموقراطيون والاجتماعيون والإصلاحيون والشيوعيون قد تعلموا دروسًا مهمة في التعاون مع بعضهم البعض. في عام 1934 تبنى الحزب الشيوعي الكندي إستراتيجية وتكتيكات جديدة في سياساته، تتركز على إنشاء جبهة شعبية موحدة ضد الفاشية.
نظم الشيوعيون الكنديون جمعية ائتلاف المزارعين، التي حرضت الرأي العام ضد عمليات إخلاء المزارع. حشدت جمعية ائتلاف المزارعين المئات، أو الآلاف، من المزارعين في مسيرات الجوع، التي واجهت عنفًا وحشيًا من قبل قوات الشرطة. في عام 1936، انتُخب جيمس ليتريك عضوًا في البرلمان الكندي عن مدينة وينيبيغ، وأصبح بذلك أول عضو في الحزب الشيوعي الكندي يُنتخب لعضوية الهيئة التشريعية التابعة لولاية مانيتوبا الكندية. كان أعضاء الحزب نشطين في تحركات مجلس المنظمات الصناعية الهادفة لتوحيد العمال في قطاع السيارات والقطاعات الصناعية الأخرى، بما في ذلك اتحاد عمال الحديد والصلب، واتحاد البحارة الكنديين، واتحاد عمال المناجم والمطاحن والمصاهر، مع الاتحاد الدولي لعمال البناء والأخشاب، ونقابة عمال الكهرباء والمكنات والإذاعة الأمريكية.

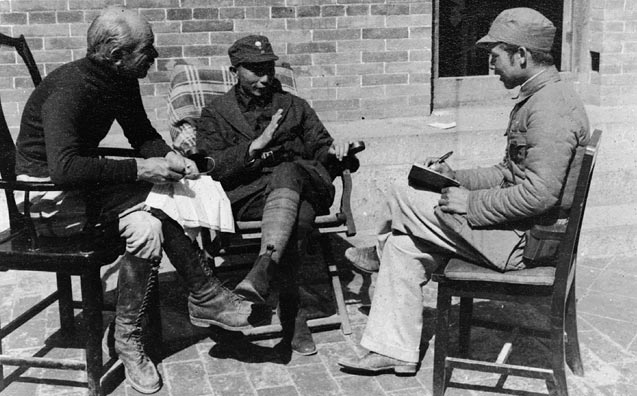
زيارة الدكتور نورمان بيثون (على يسار الصورة) إلى الصين.

نظم الشيوعيون تجمعات للفقراء والعاطلين عن العمل، كاتحاد الرياضة العمالية اليسارية، بهدف تمكين شباب الطبقة العاملة من الالتحاق بالبرامج الترفيهية. كان لكل من اتحاد عمال مخيمات الإغاثة والرابطة الوطنية للعمال العاطلين عن العمل دور هام في تنظيم مسيرات احتجاجية للعاطلين عن العمل، كمسيرة «رحلة إلى أوتاوا» واعتصام مكتب البريد في فانكوفر عام 1938.
على المستوى الدولي، شرع الحزب الشيوعي الكندي بتجنيد أكثر من 1500 فرد في كتيبة ماكينزي بابينيو للمشاركة في الحرب الأهلية الإسبانية كجزء من الألوية الدولية. كان الدكتور نورمان بيثون أحد أبرز القادة الشيوعيين الذي كان لهم دور كبير في عملية التجنيد. عُرف بيثون باختراعه وحدة نقل الدم المتنقلة، وبعمله المبكر في مجال الدعوة للرعاية الطبية في كندا، وبالعمل مع الحزب الشيوعي الصيني حلال الحرب اليابانية الصينية الثانية.
كانت لمحاولات الترويج للحزب في مقاطعة كيبيك وضع خاص، إذ أصدرت حكومة دوبليسيس، في عام 1937، «قانونًا لحماية كيبيك من الدعاية الشيوعية» الذي يعطي الحق للشرطة في إغلاق أي مبنى يستخدمه «الشيوعيون» (الأمر الذي لم يكن واردًا في النصوص التشريعية).
الحرب العالمية الثانية
عمل الحزب الشيوعي بجد على تحذير الكنديين مما وصفه بالخطر الفاشي المتزايد، ومع ذلك، رأى الحزب بالحرب العالمية الثانية معركة بين الدول الرأسمالية لا حربًا ضد الفاشية. كان هذا الاستنتاج، على الغالب، مدعومًا بسياسات القوى الكبرى. فعلى سبيل المثال، نادت العديد من الأصوات في المؤسسة البريطانية بدعم أدولف هتلر ضد الاتحاد السوفيتي. بعد الفشل في التوصل إلى اتفاق مع بريطانيا والقوى العالمية الأخرى، وقع الاتحاد السوفيتي اتفاق مولوتوف ربينتروب مع ألمانيا النازية، بهدف تأجيل الحرب (الحتمية) بين الطرفين.
تسببت معارضة الحزب الشيوعي الكندي لمشاركة كندا بالحرب العالمية الثانية بحظره (بموجب لوائح الدفاع عن كندا الخاصة بقانون التدابير الحربية لعام 1940) بعد فترة قصيرة من إعلان مشاركة كندا بالحرب. اعتقل القادة الشيوعيون في المعسكرات، في الكثير من الحالات، قبل فترة طويلة من ظهور الفاشيين. مع تزايد حالات اعتقال القادة الشيوعيين، انتقل بعض أعضاء الحزب إلى العمل السري، فيما انتقل بعضهم الآخر إلى الولايات المتحدة الأمريكية. كانت الظروف في المعسكرات صعبة للغاية، فأطلفت زوجات العديد من المعتقلين حملة حقوق مدنية تهدف للسماح لهم بزيارة أزواجهم وإلى إطلاق سراحهم.
مع غزو ألمانيا لاتحاد الجهوريات الاشتراكية السوفياتية في عام 1941، وانهيار اتفاق مولوتوف ربينتروب، ادعى الحزب تغير طبيعة الحرب وتحولها إلى نضال حقيقي ضد الفاشية. قلب الحزب الشيوعي الكندي مواقفه تجاه الحرب، مبررًا ذلك بأن الخطر الذي تتسبب به الحرب على الطبقة العاملة في العالم أجمع يتجاوز فوائدها على الصعيد المحلي.
خلال أزمة التجنيد الإجباري لعام 1944، أنشأ الحزب الشيوعي الكندي المحظور «لجان استفتاء تيم باك» في جميع أنحاء البلاد بهدف التشجيع على التصويت ب «نعم» في الاستفتاء الوطني حول التجنيد الإجباري. بعد التصويت، أُعيدت تسمية اللجان إلى لجنة الحرب الشاملة للديمونيون الشيوعي العمالي. حثت اللجنة الجديدة على تقديم الدعم الكامل للمجهود الحربي وتعهدت بالامتناع عن إعلان إضراب طوال فترة الحرب، كما عملت على زيادة الإنتاج الصناعي. أنشئ، في تلك الفترة أيضًا، المجلس الوطني للحقوق الديموقراطية، برئاسة ألبرت إدوارد سميث، وحمل المجلس على عاتقه مهمة تقنين الحزب الشيوعي والإفراج عن المعتقلين من الشيوعيين ومناهضي الفاشية.
كانت بوريس نيلسون أول عضو في الحزب الشيوعي الكندي ينتخب للبرلمان الكندي. انتخبت نيلسون عن مدينتي نورث ياتلفورد وساسكاتشوان في عام 1940، بعد ترشيح اسمها من قبل الجبهة التقدمية الشعبية ودعمها من قبل العديد من المستقلين. أبقت نيلسون عضويتها في الحزب سريةً حتى عام 1943.

## وصلات خارجية
- الموقع الرسمي